# Daan Myngheer
Daan Myngheer, nascido em 13 de abril de 1993 em Roulers e falecido em 28 de março de 2016 em Ajaccio, é um ciclista belga.

## Biografia

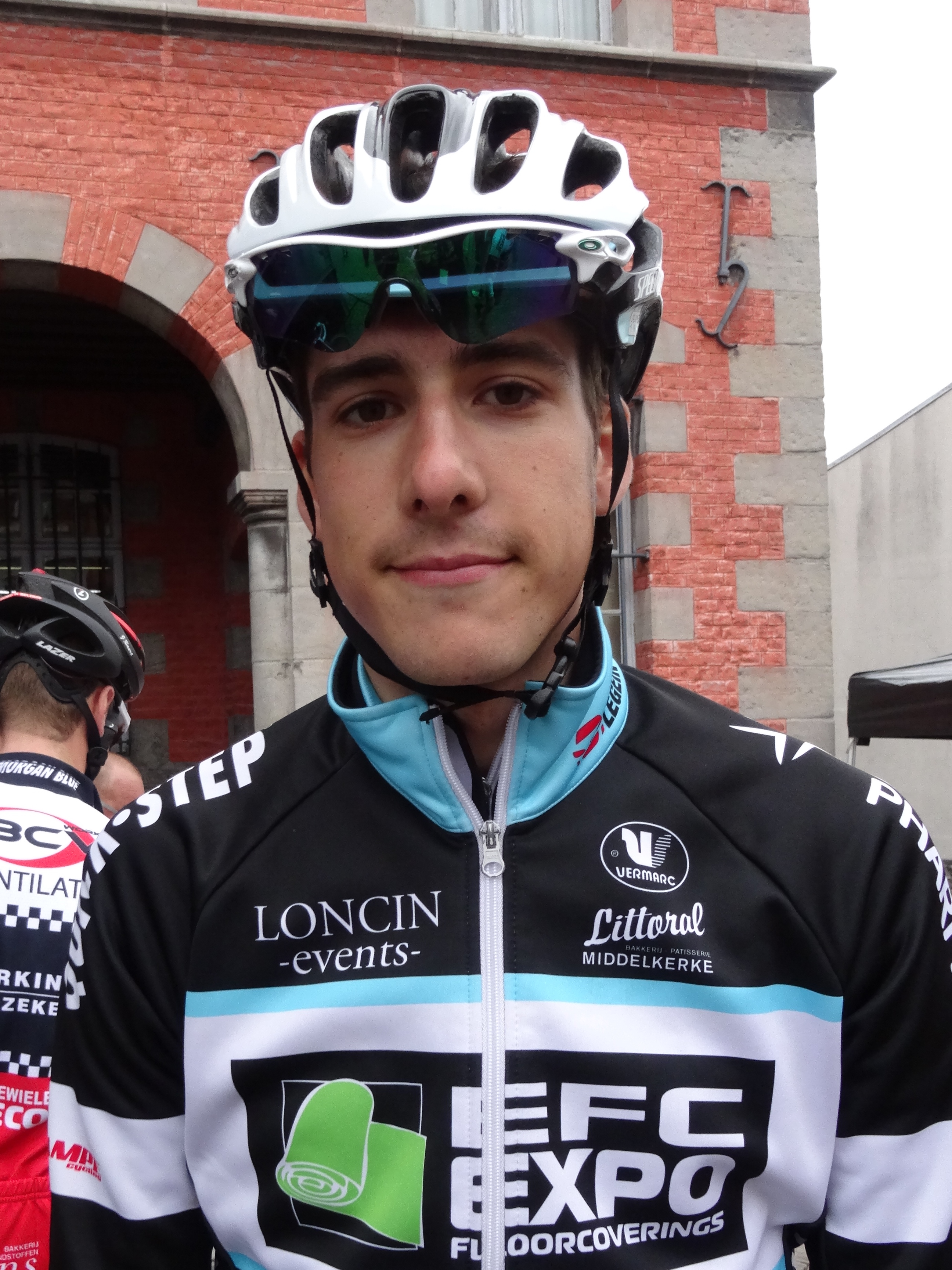
Daan Myngheer durante a saída da 1.ª etapa do Tríptico dos Montes e Castelos de 2014 em Antoing

Campeão da Bélgica júnior em 2011, Daan Myngheer alinhou em 2012 com a equipa EFC-Omega Pharma-Quick Step, filial da equipa profissional Omega Pharma-Quick Step.
Em 2015, foi contratado pela equipa continental Verandas Willems Esteve seleccionado na equipa da Bélgica Esperanças, com a qual disputou o Tour de Frandres esperanças e a ZLM Tour, dois postos na Copa das nações cujas toma o décimo quinto e décimo primeiro lugar, bem como no campeonato do mundo esperanças, em Richmond (Virgínia).
À saída desta temporada, foi contratado pela equipa continental francesa Roubaix Métropole européenne de Lille, nas fileiras da qual resulta profissional ·  · 

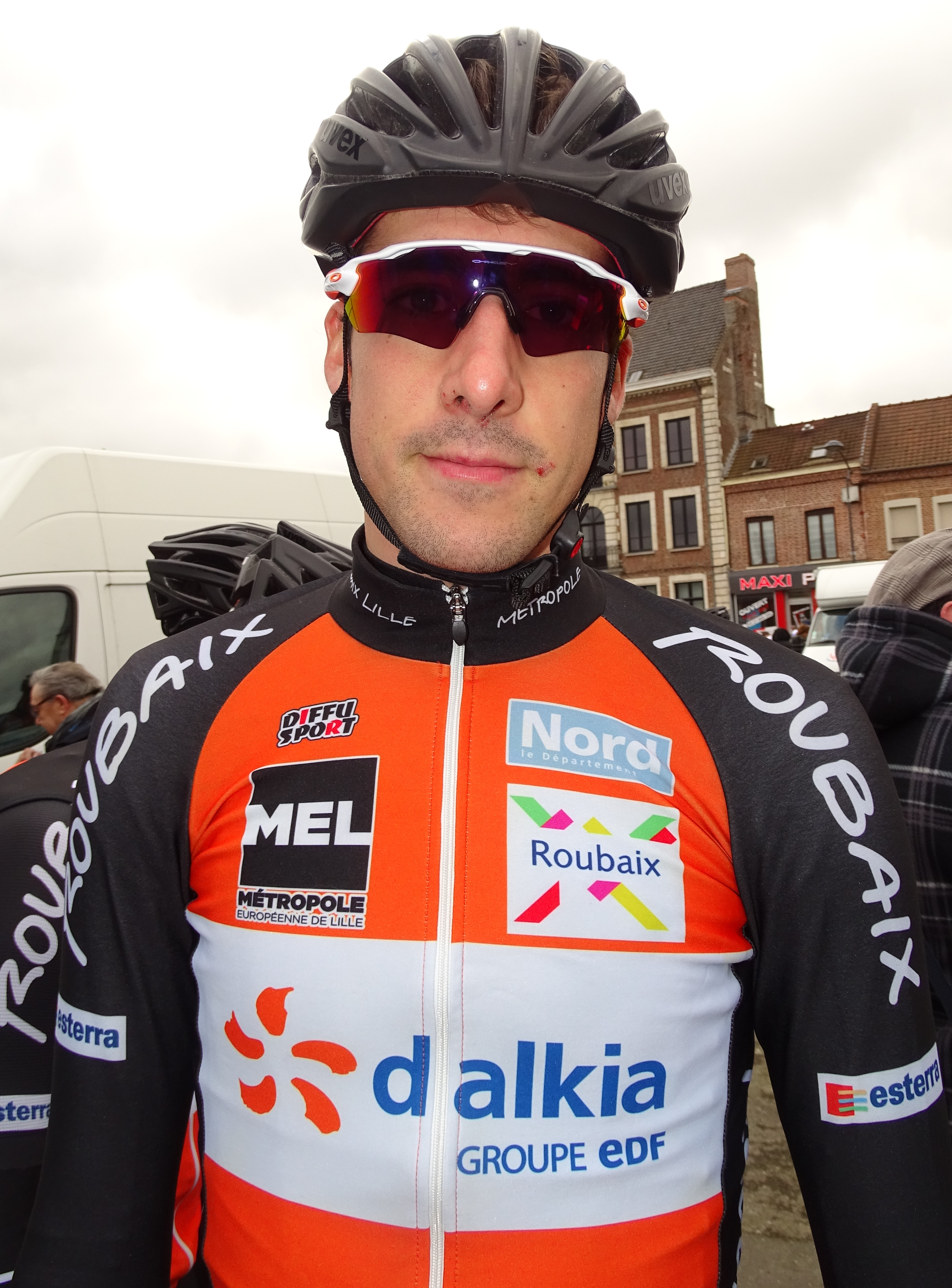
Daan Myngheer durante a saída do Grande Prêmio de Lillers-Souvenir Bruno Comini de 2016], no mês de seu óbito

Em março 2016, participa ao Critérium internacional na Córsega. Durante a primeira etapa, a 25 quilómetros da chegada, é vítima de um paragem cardíaca. Foi levado ao hospital de Ajaccio onde esteve considerado num estado crítico. O seu treinador explica que Myngheer tinha sofrido já na sua juventude de problemas cardíacos, mas que tinha passado todos os testes apropriados e estava considerado como apto ao desporto de competição. Este incidente tem lugar na véspera do óbito em carreira do seu compatriota Antoine Demoitié, atingido por uma moto durante a Gante-Wevelgem Ele faleceu a 28 de março de 2016 das continuações da paragem cardíaca acontecida durante o Critérium internacional.

## Palmarés em estrada
- 2010[11]
  - Campeão de Flandres-Ocidental em estrada juniores
  - 2.º do Omloop Het Nieuwsblad juniores
- 2011
  -  Campeão da Bélgica em estrada juniores
  - Grande Prêmio André Noyelle
  - Circuito Mandel-Lys-Escaut juniores
  - 3.º de Gante-Menin
- 2013
  - Campeão de Flandres-Ocidental em estrada esperanças
  - Bruxelas-Zepperen
  - Volta de Flandres-Oriental :
    - Classificação geral
    - 2.º etapa
- 2014
  - 3.º etapa da Essor breton (contrarrelógio por equipas)
- 2015
  - Memorial Natal Soetaert

## Classificações mundiais
| Ano             | 2014  | 2015  |
| UCI Europe Tour | 508.º | 532.º |